# Communauté d'agglomération du Niortais
Ne doit pas être confondu avec Communauté d'agglomération de Niort.
La communauté d'agglomération du Niortais (CAN) est une communauté d'agglomération française située dans le département des Deux-Sèvres, en région Nouvelle-Aquitaine. Elle résulte de la fusion de la communauté d’agglomération de Niort, de la communauté de communes Plaine de Courance, et de la commune de Germond-Rouvre.
L'Agglomération comprend 40 communes depuis janvier 2019, du nord au sud, de Germond-Rouvre à Plaine-d'Argenson et de l'est à l'ouest, de Brûlain à Coulon. Sa population s'élève à 123 389 habitants en 2022, sur un vaste territoire de 821 km2.

## Histoire
La communauté d’agglomération de Niort a été créée le 1er janvier 2000 (arrêté préfectoral du 31 décembre 1999) après dissolution des deux communautés de communes de Niort et de Chauray-Échiré-Saint-Gelais dans un contexte institutionnel rénové par la loi relative au renforcement et à la simplification de la coopération intercommunale (« loi Chevènement » du 12 janvier 1999).
Aux seize communes fondatrices viennent s’ajouter quatorze autres le 16 juillet 2000, pour former une Communauté d’Agglomération de trente communes au total. Le 31 décembre 2003, la commune de Saint-Symphorien se retire de la communauté d’agglomération, réduisant le nombre de communes membres à vingt-neuf
Le 1er janvier 2014, la communauté d’agglomération de Niort, la communauté de communes Plaine de Courance et la commune de Germond-Rouvre se rassemblent pour laisser place à un nouvel établissement public de coopération intercommunale (EPCI), la « communauté d'agglomération du Niortais », en cohérence avec le schéma départemental de coopération intercommunale (SDCI). Ce schéma a été élaboré en application de la loi du 16 décembre 2010 « portant réforme des collectivités territoriales » par les services de l’État et la commission départementale de coopération intercommunale (CDCI) composée de représentants des différentes collectivités territoriales du département.
L’histoire de la communauté d’agglomération de Niort, puis de la communauté d’agglomération du Niortais, est un élargissement progressif tendant à rejoindre de plus en plus l’aire urbaine de Niort, telle que définie par l’Insee en 2010 (77 communes et 149 220 habitants), la logique de l’approfondissement de la coopération intercommunale étant d’obtenir une adéquation entre le bassin de vie et l’échelle des instances de décisions qui le concernent.

## Territoire communautaire

### Géographie

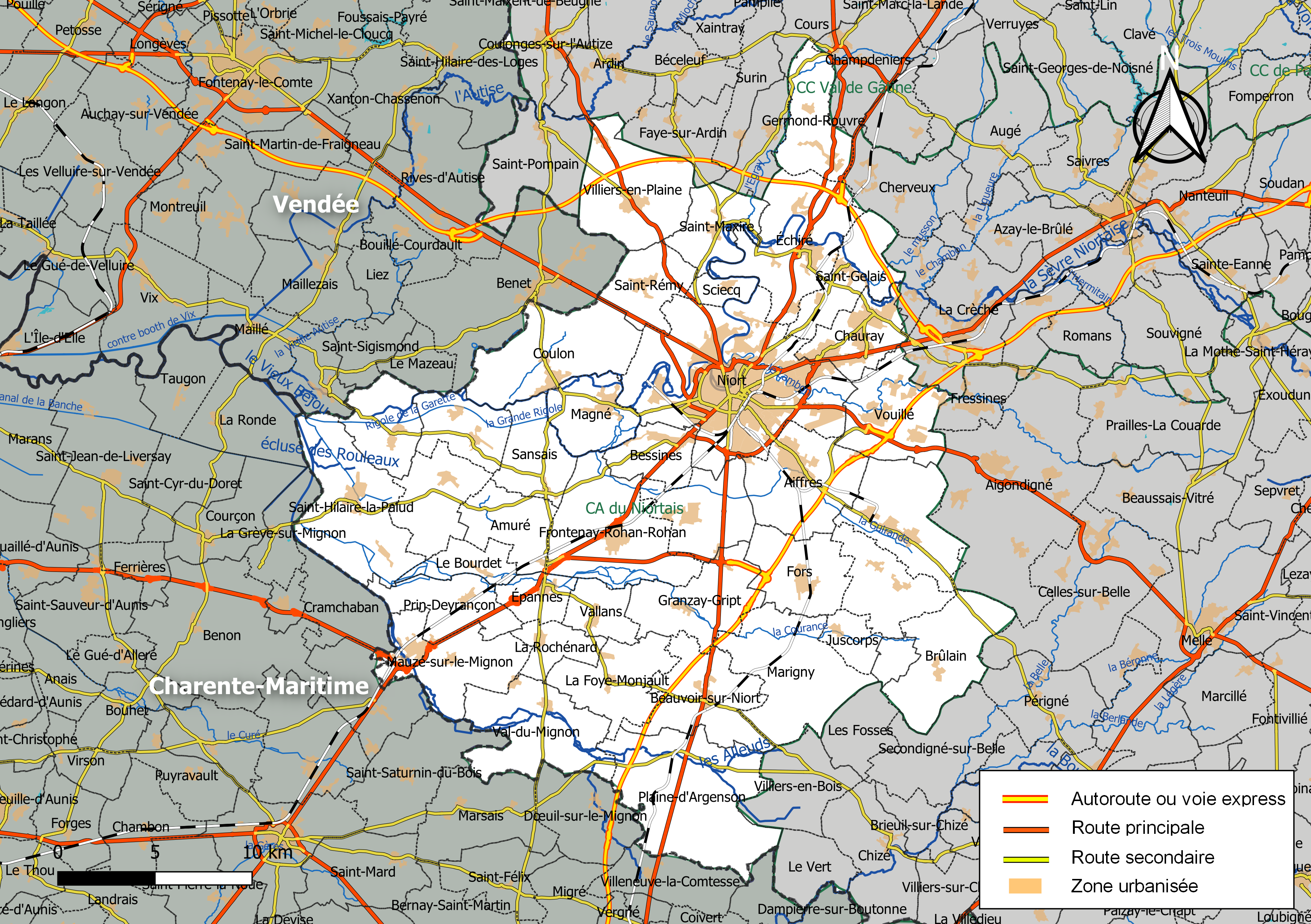
Carte de la communauté d'agglomération du Niortais au 1er janvier 2019.

Située au sud  du département des Deux-Sèvres, la communauté d'agglomération du Niortais regroupe 40 communes et présente une superficie de 815,4 km2.
La Communauté d’agglomération du Niortais est située à l’extrémité sud-ouest du département des Deux-Sèvres. Elle est limitrophe de la Charente-Maritime et de la Vendée.
Proche du littoral atlantique (45 minutes de l’océan), elle bénéficie d’une desserte autoroutière (A10 et A83) et ferroviaire, reliant depuis le 28 août 2017 Niort, la ville-centre de l’agglomération, à la capitale en 1h50, grâce à la LGV sur la ligne Paris-La Rochelle.
Les paysages qui la composent sont variés :
- plaine calcaire autour de Niort ;
- vallée de la Sèvre niortaise, en amont de Niort ;
- marais mouillés du Marais Poitevin  à l’ouest, sur le bassin versant de la Sèvre niortaise ;
- bocages et vallées sèches.

Dix-huit des quarante communes de la Communauté d’agglomération du Niortais font partie intégrante du Parc naturel régional du Marais Poitevin : Amuré, Arçais, Bessines, Coulon, Epannes, Frontenay-Rohan-Rohan, Le Bourdet, Le Vanneau-Irleau, Magné, Mauzé-sur-le-Mignon, Niort, Prin-Deyrançon, Saint-Georges-de-Rex, Saint-Hilaire-la-Palud, Saint-Symphorien, Sansais, Val-du-Mignon, Vallans.
Onze de ces 18 communes sont situées, sur tout ou partie de leur territoire, dans le périmètre du Marais mouillé poitevin, site naturel classé par l’Etat depuis le 9 mai 2003, labellisé Grand Site de France en 2010 : plus connu sous l’appellation "Venise Verte" : Amuré, Arçais, Coulon, Frontenay-Rohan-Rohan, Magné, Bessines, Niort, Sansais, Saint-Georges-de-Rex, Saint-Hilaire-la-Palud, Le Vanneau-Irleau.

### Composition

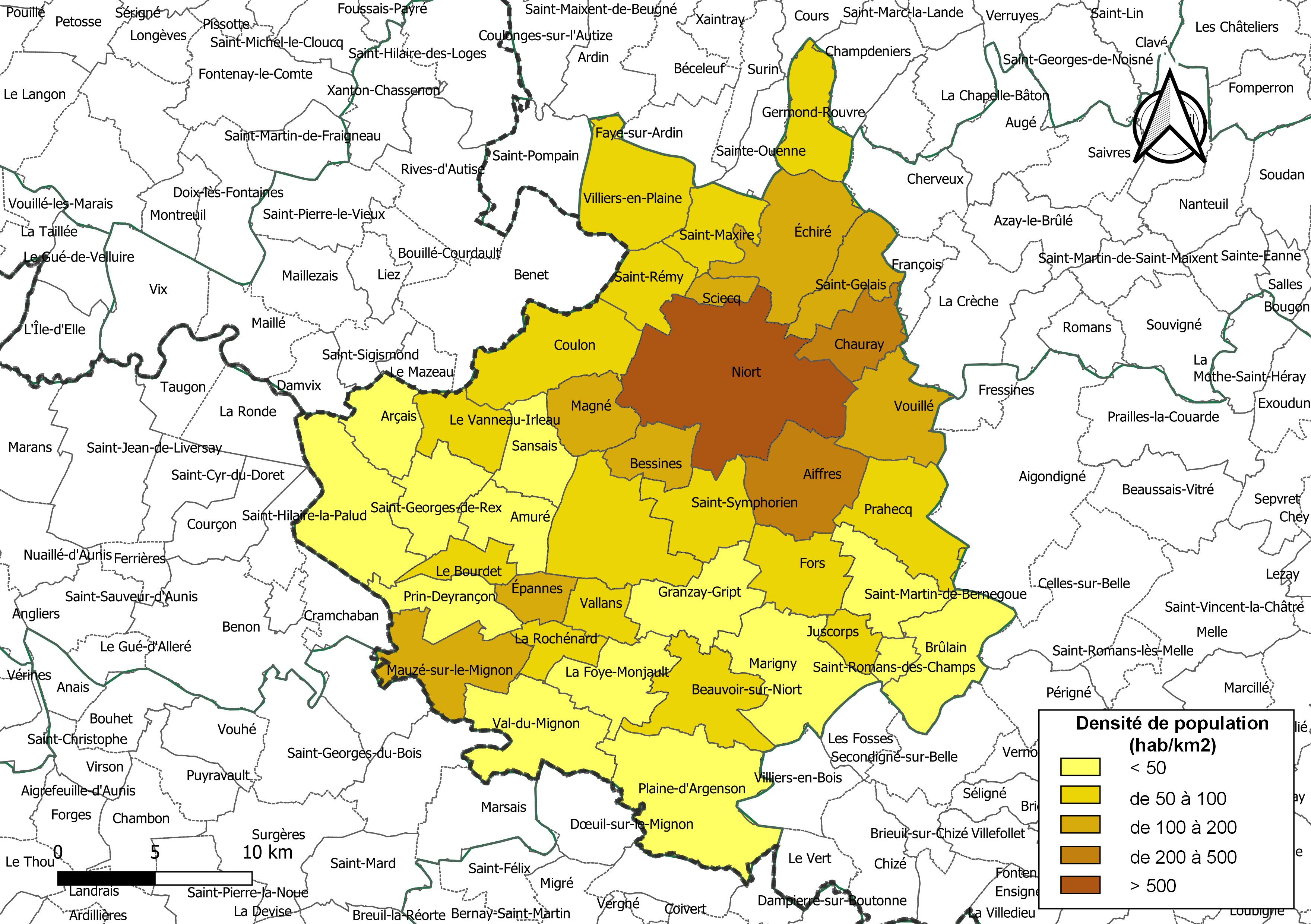
Carte des densités de population (millésimée 2016) des communes de la communauté d'agglomération du Niortais. Composition en communes au 1er janvier 2019.

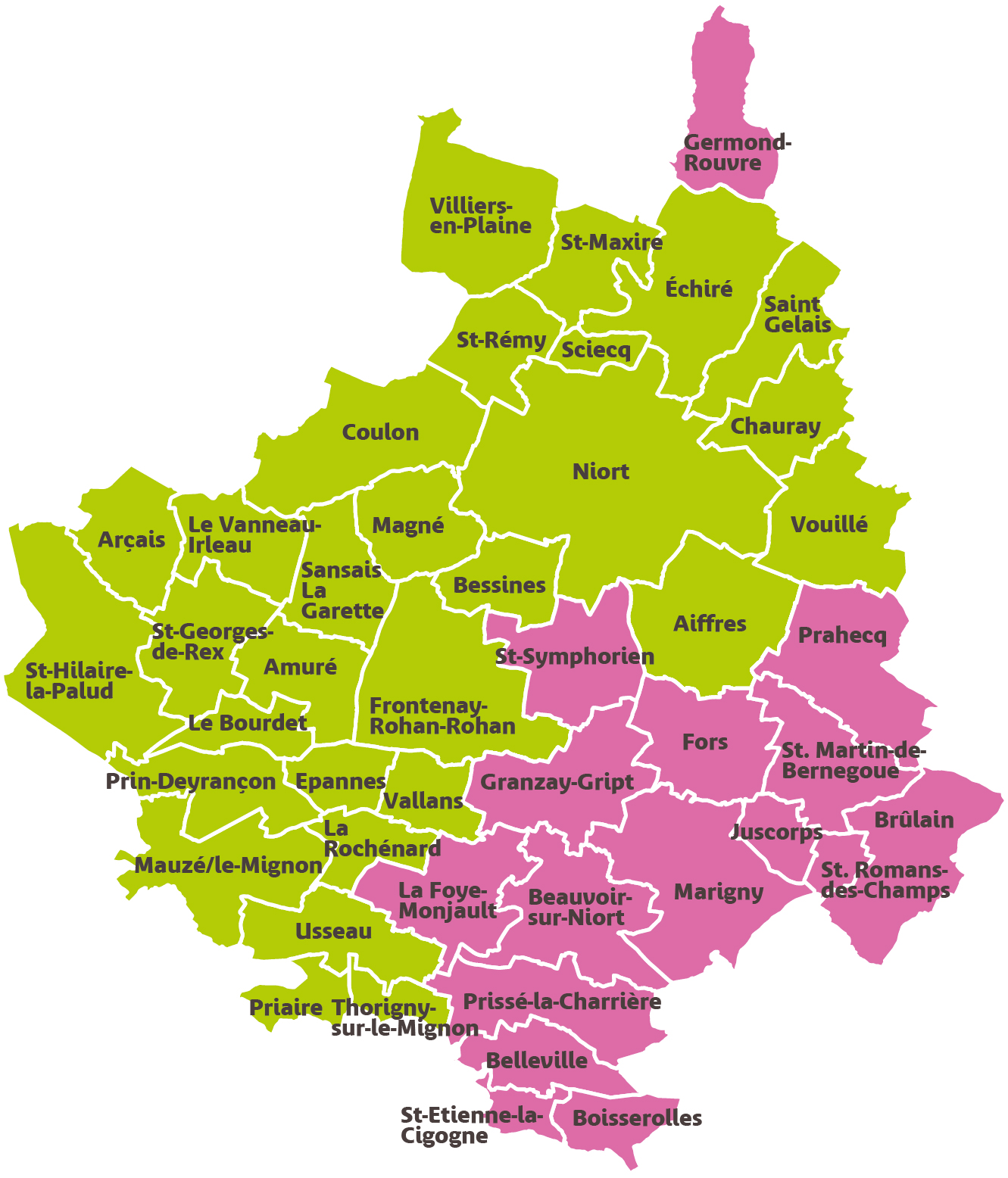
Carte de la CAN en 2014 :
- en vert : CAN avant le 1er janvier 2014,
- en violet : nouveau territoire depuis le 1er janvier 2014.

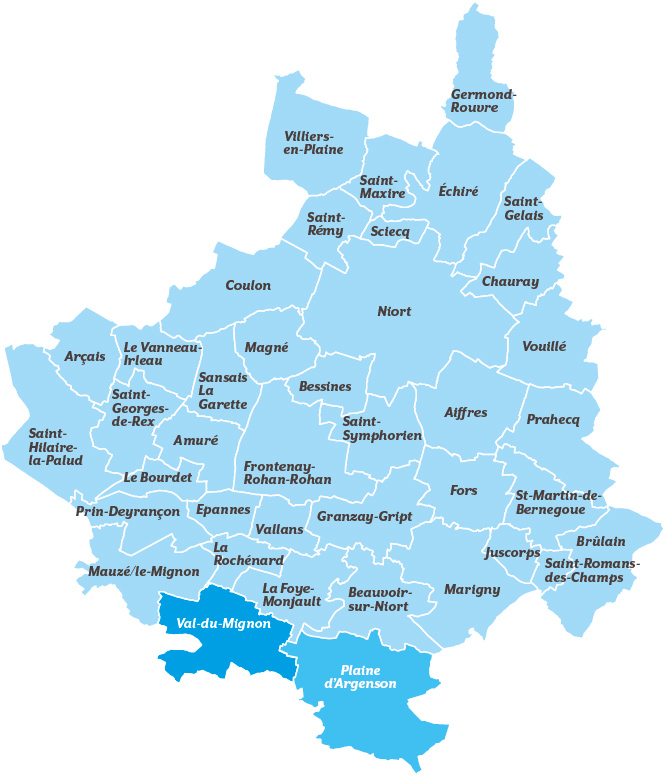
Carte au 1er janvier 2019 des 40 communes de Niort Agglo

La communauté d'agglomération est composée des 40 communes suivantes :

| Nom                       | Code Insee | Gentilé            | Superficie (km2) | Population (dernière pop. légale) | Densité (hab./km2) |
| ------------------------- | ---------- | ------------------ | ---------------- | --------------------------------- | ------------------ |
| Niort (siège)             | 79191      | Niortais           | 68,2             | 60 074 (2022)                     | 881                |
| Aiffres                   | 79003      | Aiffricains        | 25,72            | 5 423 (2022)                      | 211                |
| Amuré                     | 79009      | Amuréens           | 14,86            | 429 (2022)                        | 29                 |
| Arçais                    | 79010      | Airçaisiens        | 15,12            | 604 (2022)                        | 40                 |
| Beauvoir-sur-Niort        | 79031      | Belvoisiens        | 23,48            | 1 772 (2022)                      | 75                 |
| Bessines                  | 79034      | Bessinois          | 11,41            | 1 882 (2022)                      | 165                |
| Le Bourdet                | 79046      | Bourdetins         | 8,3              | 570 (2022)                        | 69                 |
| Brûlain                   | 79058      | Brûlinois          | 24,67            | 748 (2022)                        | 30                 |
| Chauray                   | 79081      | Chauraisiens       | 14,5             | 7 173 (2022)                      | 495                |
| Coulon                    | 79100      | Coulonnais         | 29,79            | 2 275 (2022)                      | 76                 |
| Échiré                    | 79109      | Échiréens          | 30,96            | 3 536 (2022)                      | 114                |
| Épannes                   | 79112      | Épannais           | 8,01             | 851 (2022)                        | 106                |
| Fors                      | 79125      | Forsitains         | 18,82            | 1 812 (2022)                      | 96                 |
| La Foye-Monjault          | 79127      | Fayais             | 19,06            | 839 (2022)                        | 44                 |
| Frontenay-Rohan-Rohan     | 79130      | Frontenaysiens     | 33,79            | 2 968 (2022)                      | 88                 |
| Germond-Rouvre            | 79133      | Germo-Roburiens    | 17,88            | 1 180 (2022)                      | 66                 |
| Granzay-Gript             | 79137      | Granzéens-Griptois | 21,55            | 912 (2022)                        | 42                 |
| Juscorps                  | 79144      | Juscorpsiens       | 6,48             | 380 (2022)                        | 59                 |
| Magné                     | 79162      | Magnésiens         | 14,8             | 2 708 (2022)                      | 183                |
| Marigny                   | 79166      | Martignaçais       | 31,72            | 901 (2022)                        | 28                 |
| Mauzé-sur-le-Mignon       | 79170      | Mauzéens           | 23,62            | 2 917 (2022)                      | 123                |
| Plaine-d'Argenson         | 79078      | Argensonnais       | 44,93            | 993 (2022)                        | 22                 |
| Prahecq                   | 79216      | Prahecquois        | 24,95            | 2 249 (2022)                      | 90                 |
| Prin-Deyrançon            | 79220      | Prinois            | 16,12            | 597 (2022)                        | 37                 |
| La Rochénard              | 79229      | Rochénardais       | 8,55             | 526 (2022)                        | 62                 |
| Saint-Gelais              | 79249      | Gelasiens          | 16,4             | 2 217 (2022)                      | 135                |
| Saint-Georges-de-Rex      | 79254      | Rexois             | 17,63            | 433 (2022)                        | 25                 |
| Saint-Hilaire-la-Palud    | 79257      | Paludéens          | 34,12            | 1 510 (2022)                      | 44                 |
| Saint-Martin-de-Bernegoue | 79273      | Bernegouéens       | 17,75            | 814 (2022)                        | 46                 |
| Saint-Maxire              | 79281      | Saint-Maxirais     | 14,41            | 1 316 (2022)                      | 91                 |
| Saint-Rémy                | 79293      | Rémytois           | 13,64            | 1 090 (2022)                      | 80                 |
| Saint-Romans-des-Champs   | 79294      | Romaniens          | 4,1              | 167 (2022)                        | 41                 |
| Saint-Symphorien          | 79298      | Symphoriennais     | 19,01            | 1 986 (2022)                      | 104                |
| Sansais                   | 79304      | Sansaiens          | 14,94            | 765 (2022)                        | 51                 |
| Sciecq                    | 79308      | Sciecquois         | 4,33             | 663 (2022)                        | 153                |
| Val-du-Mignon             | 79334      |                    | 28,34            | 1 087 (2022)                      | 38                 |
| Vallans                   | 79335      | Vallansséens       | 9,03             | 823 (2022)                        | 91                 |
| Le Vanneau-Irleau         | 79337      | Vanneliens         | 14,17            | 861 (2022)                        | 61                 |
| Villiers-en-Plaine        | 79351      | Virollais          | 27,89            | 1 800 (2022)                      | 65                 |
| Vouillé                   | 79355      | Vouglaisiens       | 22,3             | 3 538 (2022)                      | 159                |

### Économie
- Les mutuelles d'assurance (Macif , Maif , Maaf , Smacl ) sont le moteur de l'économie locale[9].
- L'économie sociale et solidaire compte 11 985 salariés sur le territoire de la Communauté d'agglomération du Niortais, ce qui représente 21 % de l'emploi salarié, et 563 établissements employeurs (13,5 des établissements employeurs)
- La filière numérique compte plus d'une centaine d'entreprises, qui totalisent plus de 1500 salariés . En juillet 2014, Niort Agglo, la Communauté d'agglomération de La Rochelle, Grand Poitiers et GrandAngoulême ont intégré le réseau thématique national EdTech Entertainment de la French Tech.
- L'industrie est représentée par des fleurons de renommée nationale, voire internationale : Cheminées Poujoulat, ECE du groupe Zodiac Aerospace , Leach International, Arizona Chemical, Christol Grease Axel France, Tecnal, le groupe Rougier , Thébault, Allin…
- Le territoire est connecté aux principaux axes de transports terrestres et maritimes européens, ce qui favorise l'implantation d'entreprises du secteur du transport de marchandises : convergence des autoroutes A 10 (Paris-Bordeaux) et A 63 (Niort-Nantes), lignes ferroviaires Poitiers-La Rochelle et Niort-Saintes, plateforme logistique multimodale Niort Terminal offrant une base arrière au Grand Port Maritime de La Rochelle[10].
- Le chiffre d'affaires annuel de l'activité touristique (tourisme de nature et tourisme d'affaires) sur le territoire de la Communauté d'agglomération du Niortais est estimé à 72 millions d'€ HT (2016), soit 35% du chiffre d'affaires départemental . Le territoire est traversé par le sentier de grande randonnée 36 (GR 36), qui relie Ouistreham (Calvados) à Bourg-Madame (Pyrénées-Orientales) et par la véloroute La Vélo Francette  qui relie Ouistreham à La Rochelle (Charente-Maritime). Il compte 28 hôtels, 8 campings, 260 meublés, 66 maisons d'hôtes, 1000 résidences secondaires, 12 hébergements collectifs. Les 5 principaux sites de visite ont attiré 98 248 visiteurs en 2016[réf. nécessaire] :
  - le parc ornithologique Les Oiseaux du Marais Poitevin à Saint-Hilaire-la-Palud : 32 000 visiteurs
  - la Maison du Marais Poitevin à Coulon : 24 877 visiteurs
  - le musée du Donjon de Niort : 17 006 visiteurs
  - le musée Bernard-d'Agesci à Niort : 13 200 visiteurs
  - le château du Coudray-Salbart à Echiré : 11 165 visiteurs
- Les activités agricoles occupent 70% de la surface de la Communauté d'agglomération du Niortais.

### Enseignement supérieur
Plus de quatre-vingt-dix formations post bac sont proposées à Niort dans les domaines porteurs de l'assurance, du numérique, de l'industrie et dans des filières plus généralistes.
3000 étudiants ont choisi Niort pour poursuivre leurs études.
Si le Pôle universitaire niortais (PUN), antenne locale de l’Université de Poitiers, est le site le plus important en nombre d’étudiants accueillis, on compte aussi une trentaine de BTS préparés dans des lycées ou les chambres consulaires et plusieurs formations de haut niveau, fruits de partenariats avec différentes structures délocalisées comme le CNAM,Uco , Excelia Group Sup de Co, l’UIMM (Union de l’industrie et des métiers de la métallurgie) ou l’université de La Rochelle.
Liste des établissements d'enseignement supérieur sur l'agglomération : 
- Alternance Sèvre et Vienne
- Campus des métiers de Niort
- Conservatoire national des arts et métiers (CNAM)
- Ecole Nationale Supérieure des sciences Applicatives et du Risque (ENSAR) - Université de Poitiers
- ENI, Ecole informatique
- Excelia
- Faculté de droit et de sciences sociales - Université de Poitiers
- Greta
- Ifpass, Institut de formation de la profession de l'assurance
- Institut d'administration des entreprises (IAE) - Université de Poitiers
- Institut de formation en soins infirmiers (IFSI)
- Institut national supérieur du professorat et de l'éducation (Inspé) - Université de Poitiers
- Institut supérieur de formation par alternance (ISFAC)
- Institut Supérieur Saint André (ICSSA)
- Institut universitaire de technologie (IUT) - Université de Poitiers
- La Rochelle Université - Faculté de Sciences et technologies
- La Rochelle Université - IUT, Département informatique
- Les formations du Marais
- Lycée de la Venise Verte
- Lycée des métiers de l'automobile et de la logistique Gaston Barré
- Lycée Jean Macé
- Lycée Paul Guérin
- Pôle Formation de l’Union des industries et métiers de la métallurgie (UIMM)
- Sup TG, Ecole supérieure de formation en alternance
- UCO Niort

### Transports urbains

#### Transports en commun gratuits dans toute l'agglomération
Tanlib, le réseau de transports publics de Niort Agglo, exploités par délégation de service public par la société Transdev, gère dix lignes urbaines, sept lignes péri-urbaines et deux lignes de navettes électriques en centre-ville depuis la mise en place du nouveau réseau le 1er juillet 2017.

#### Mobilité douce / partagée
Niort Agglo développe en parallèle de nouvelles formes de mobilité :
- Développement de stations de vélos en libre service
- Location de vélo à assistance électrique

- Location de vélos cargo
- Location de trottinettes électriques
- Création de parkings relais gratuits en périphérie de Niort
- Mise en place d'un site de co-voiturage

### Démographie
| 1968   | 1975   | 1982    | 1990    | 1999    | 2010    | 2015    | 2021    |
| ------ | ------ | ------- | ------- | ------- | ------- | ------- | ------- |
| 87 429 | 96 980 | 101 229 | 105 229 | 107 126 | 116 797 | 120 545 | 122 302 |

Entre 2013 et 2018, la  progression démographique de Niort Agglo a été de + 0,5 % par an.
Cette croissance est similaire à celle de la Nouvelle-Aquitaine sur la même période et supérieure à celle des Deux-Sèvres (+0,2 %) et de la France métropolitaine (+0,4 %). Elle est identique à celle du cycle précédent sur la CAN (2008 - 2013 : + 0,5 % par an).
Le pôle urbain (Niort, Chauray, Aiffres et Bessines) poursuit sa croissance démographique à un rythme de + 0,6 % par an en moyenne entre 2013 et 2018.
Niort confirme sa croissance démographique : + 0,6 % en moyenne annuelle soit + 1 666 habitants sur la période 2013 - 2018.

## Administration

### Siège
Depuis mai 2014, le siège de Niort Agglo est installé dans le quartier du Clou-Bouchet, en zone prioritaire, à Niort. Le bâtiment, construit entre 2011 et 2013, est exemplaire du point de vue du développement durable.

### Conseil communautaire
Le conseil communautaire de la CAN compte 82 conseillers communautaires, dont 36 de Niort.
Le nombre de conseillers par commune est le suivant :
| Nombre de conseillers | Communes               |
| --------------------- | ---------------------- |
| 36                    | Niort                  |
| 4                     | Chauray                |
| 3                     | Aiffres                |
| 2                     | Échiré, Vouillé        |
| 1 (+ 1 suppléant)     | les 35 autres communes |

### Présidence
| Période                                  | Période         | Identité          | Étiquette    | Qualité                                   |
| ---------------------------------------- | --------------- | ----------------- | ------------ | ----------------------------------------- |
| 1er janvier 2014                         | 28 janvier 2014 | Claude Roulleau   | DVD          | Maire de Prahecq (depuis 2001)            |
| janvier 2014                             | avril 2014      | Pascal Duforestel | PS           | 1er adjoint au maire de Niort (2008-2014) |
| avril 2014                               | En cours        | Jérôme Baloge     | PR puis MRSL | Maire de Niort (depuis 2014)              |
| Les données manquantes sont à compléter. |                 |                   |              |                                           |

Depuis avril 2014, le président de la communauté d'agglomération du Niortais est Jérôme Baloge.
Le bureau est composé de 15 vice-présidents et de 8 membres du bureau délégué :

### Conseil de développement
La CAN a souhaité instituer sur son territoire un Conseil de développement, partenaire privilégié de la concertation entre décideurs, acteurs et usagers.

En application de l'article 26 de la Loi d'orientation pour l'aménagement et le développement durable du territoire (LOADDT) du 25 juin 1999, l'installation du Conseil de développement de la CAN (CD CAN) témoigne de la volonté des élus d'établir un dialogue permanent avec les différentes composantes de la société civile locale par la promotion de la démocratie dite « participative » ou délibérative, en complément de la démocratie représentative. 

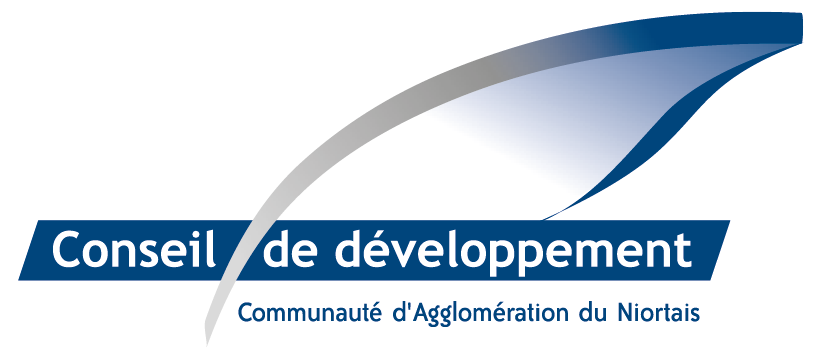
Logo du Conseil de Développement

L'activité du CDCAN se concentre sur deux missions :
- émettre des avis argumentés sur tout sujet pour lequel il a été sollicité par les élus ;
- s'autosaisir de toute question intéressant le développement du territoire.

### Compétences
La communauté d'agglomération du Niortais « exerce de pleins droits, en lieu et place des communes » quatre compétences imposées par la loi, trois compétences optionnelles choisies parmi cinq proposées par le législateur, et des compétences facultatives décidées par le conseil de communauté.
Compétences obligatoires :
- Développement économique : l’agglomération accompagne la création et le développement de projets économiques sur son territoire (soutien à l’investissement, recherche de financements, aide à la création). Elle favorise l’implantation des entreprises sur ses 14 parcs et zones d’activités. Elle gère également une pépinière d’entreprises, L’Arche Bleue et depuis le 1er janvier 2017 la zone Terre de Sports, à Niort.
- Aménagement de l'espace communautaire : le développement de l’agglomération repose sur le Schéma de cohérence territorial (SCoT)[14], en cours de révision (votée le 16 mars 2015), due à l’intégration de 16 nouvelles communes en janvier 2014. Le 1er décembre 2015, Niort Agglo a pris en charge la compétence PLU, plan local d’urbanisme à l’échelle des 45 communes de la CAN. Actuellement, elle travaille à la mise en place d’un PLUi en y intégrant le Plan de déplacements. Celui-ci se substituera aux documents d’urbanisme des communes et prendra le nom de PLUi-D plan local d’urbanisme intercommunal-déplacement. Il sera soumis à l’approbation du Conseil d’agglomération fin 2019.
- Équilibre social de l'habitat : Le 16 novembre 2015, Niort Agglo a voté un Programme local de l’habitat (PLH) pour développer un habitat équilibré et diversifié sur son territoire.
- Politique de la ville et cohésion sociale : Le Contrat de Ville 2015-2020 [15]a été signé le 6 juillet 2015 par l’Agglomération, la Ville de Niort, l’État et leurs partenaires pour le développement de trois quartiers prioritaires à Niort : le Clou-Bouchet, la Tour-Chabot Gavacherie, le Pontreau/Colline Saint-André.
- Déchets ménagers : Niort Agglo est chargé de la collecte des déchets, le traitement et la valorisation des déchets produits par les ménages. Elle a mis en place le tri des déchets : emballages, verre, déchets fermentescibles. Elle gère 12 déchèteries. Depuis 2015, l’agglomération est engagée dans le programme TER (Territoire Économe en Ressources) soutenu par l’Ademe pour réduire le tonnage des ordures ménagères produites sur son territoire.
- Transports : le 30 mars 2017, la Communauté d’Agglomération du Niortais a confié l’exploitation du réseau de transport public, par délégation de service public, à l’opérateur Transdev, pour six ans. Depuis le 1er septembre 2017, le réseau, qui a pris le nom de tanlib, est en accès libre pour tous les utilisateurs[16] - Article détaillé : Transport en commun de Niort

Compétences optionnelles :
- Construction, aménagement, entretien et gestion d'équipements culturels et sportifs (deux musées, cinq piscines, deux bases nautiques, 14 médiathèques, une médialudothèque, un conservatoire/ trois sites, une école d’arts plastiques/trois sites).

Compétences facultatives :
- Tourisme : 
  - L’office de tourisme Niort Marais poitevin Vallée de la Sèvre, Établissement public à caractère industriel et commercial (EPIC) créé par la communauté d’agglomération, est chargé de la promotion du territoire (4 bureaux d’information, plus 31 000 personnes accueillies en 2016 )
  - Le 25 janvier 2016, Niort Agglo s’est engagée dans un processus de candidature au label Villes et Pays d’art et d’histoire  . Le Centre d’interprétation de l’architecture et du patrimoine (CIAP), qui sera créé dès l’obtention de ce label, sera situé à Port-Boinot à Niort.
  - Niort Agglo est partenaire du projet de développement du tourisme fluvial entre Niort et Marans, qui fera de Port-Boinot à Niort, la base de départ des pénichettes, à l’horizon 2019.
- Patrimoine d'intérêt communautaire, Niort Agglo assure l’aménagement, la gestion, l’entretien et la mise en valeur : 
  - du château du Coudray-Salbart (XIIIe siècle) et des ruines du château de Mursay (XVIe siècle) situés sur la commune d’Echiré , édifices classés monuments historiques, dont elle est propriétaire.
  - du Donjon de Niort, propriété de la Ville, mis à sa disposition au titre du transfert de compétences.
- Culture, sport : soutien aux événements culturels, sportifs, festifs à rayonnement d’agglomération.
- Étude sur le développement des énergies renouvelables.
- Soutien au Clic, centre local d’information et de coordination gérontologique du Bassin de vie niortais
- Soutien à l’insertion professionnelle des jeunes et adultes
- Développement du Très Haut Débit sur l’Agglomération
- Élaboration d’un contrat local de santé

## Équipements gérés par Niort Agglo
- Musées
  - Musée Bernard-d'Agesci (Niort)
  - Musée du Donjon (Niort)
- Conservatoire danse et musique Auguste-Tolbecque (sites de Niort, Chauray et Vouillé)
- École d’arts plastiques (sites de Niort, Échiré et Saint-Hilaire-la Palud)
- Médiathèques
  - Médiathèque centrale d’agglomération Pierre Moinot (Niort)
  - Médialudothèque (Niort)
  - Médiathèque de Sainte-Pezenne (Niort)
  - Médiathèque de Saint-Florent (Niort)
  - Médiathèque du Clou-Bouchet (Niort)
  - Médiathèque du Lambon (Niort)
  - Médiathèque Madeleine Chapsal (Aiffres)
  - Médiathèque Léonce Perret (Chauray)
  - Médiathèque Louis Perceau (Coulon)
  - Médiathèque Ernest Pérochon (Échiré)
  - Médiathèque de la Tour du Prince  (Frontenay-Rohan-Rohan)
  - Médiathèque de l’Ile-aux-livres (Magné)
  - Médiathèque Claude Durand (Mauzé-sur-le-Mignon)
  - Médiathèque La Mare aux loups (Saint-Gelais)
  - Médiathèque Pierre-Henri Mitard (Usseau)
  - Médiathèque Georges-Léon Godeau (Villiers-en-Plaine)
- Bases nautiques
  - Base nautique de Noron (Niort)
  - Base nautique du Lidon (Saint-Hilaire-la-Palud)
- Complexe sportif de la Venise Verte (Niort) :
  - Patinoire de Niort
  - Stade René Gaillard (football et athlétisme)
  - Gymnase de la Venise Verte
- Piscines
  - Piscine du Pré-Leroy (Niort)
  - Piscine de Champommier (Niort)
  - Centre aquatique Les Fraignes (Chauray)
  - Piscine Les Colliberts (Mauzé-sur-le-Mignon)
  - Piscine estivale Jean Thébault (Magné)
  - Piscine estivale Châtelet (Sansais-la-Garette)
- Déchèteries
  - Déchèterie Niort–Souché (Niort)
  - Déchèterie Niort–Vallon d’Arty (Niort)
  - Déchèterie Saint-Maurice (Aiffres)
  - Déchèterie de Beauvoir-sur-Niort (Beauvoir-sur-Niort)
  - Déchèterie Les Grands Marais (Bessines)
  - Déchèterie Le Luc (Échiré)
  - Déchèterie La Chaume aux Bêtes (Magné)
  - Déchèterie La Gadrouille (Prahecq)
  - Déchèterie Le Haut Pié Blanc (Prin-Deyrançon)
  - Déchèterie La Grande Paloube (Le Vanneau)
  - Déchèterie Fend le Vent (Vouillé)
  - Déchèterie Modéron (Granzay-Gript)
- Pépinière d’entreprises du Niortais (Niort)
- Ateliers-relais, ZAE « Le Luc – Les Carreaux » (Échiré et Saint-Gelais)
- Parcs d'activités : 
  - Parc d'activités Le Trévins (Niort)
  - Parc d'activités Pierre Mendès-France (Niort et Chauray)
  - Parc d'activités Bâtipolis (Aiffres)
  - Parc d'activités Le Luc – Les Carreaux (Échiré et Saint-Gelais)
  - Parc d'activités Les Pierrailleuses (Granzay-Gript et Saint-Symphorien)
  - Parc d'activités Les Chéracles (Mauzé-sur-le-Mignon et Prin-Derançon)
  - Parc d'activités La Fiée des Lois (Prahecq)
  - Parc d'activités Les Portes du Marais
- Zones d'activités : 
  - Zone d'activités économiques Les Petits Affranchimens
  - Zone d'activités économiques Les Sablonnières
  - Zone d'activités économiques Le Pas David
  - Zone d'activités économiques Les Grolettes
  - Zone d'activités économiques L’Abbaye
  - Zone d'activités économiques La Larguinière
- Aires d’accueil des gens du voyage
  - Aire d’accueil de Noron (Niort)
  - Aire d’accueil de La Mineraie (Niort)
  - Aire de grand passage chemin de Champ Chaillot (Niort)
  - Aire de petit passage (Échiré)
  - Aire d’accueil d’Aiffres
  - Aire d’accueil de Chauray

## Coopération métropolitaine
Niort Agglo forme avec 8 autres EPCI le pôle de coopération métropolitaine Centre Atlantique

## Tourisme
Situé au nord de la région Nouvelle-Aquitaine, le territoire de la CAN recèle des curiosités à découvrir. Près de 500 000 touristes, majoritairement français, visitent le territoire de la CAN chaque année. Ce secteur économique représente un tiers du chiffre d'affaires des Deux-Sèvres. Plusieurs sites sont d'ailleurs propriété par la CAN.
À commencer par le grand donjon de Niort (château médiéval du XIIe siècle construit par Henri II Plantagenêt) où est retracée l'histoire de la ville dans une exposition permanente. Selon les données 2013, le donjon aurait comptabilisé près de 17 710 entrées.
Le château de Mursay (propriété de la CAN depuis 2002) a accueilli d'illustres résidents tels qu'Agrippa d'Aubigné (ami d'Henri de Navarre) puis Françoise d'Aubigné (plus connue sous le nom de Madame de Maintenon)… ouvre ses portes fréquemment en période estivale.
Il en est de même pour le château du Coudray-Salbart du XIIIe siècle qui aurait été édifié, selon la légende, par la fée Mélusine. Depuis 2005, une vaste campagne tente de le restaurer mais il est toujours possible de faire la visite de ce monument.
Le musée Bernard-d'Agesci, quant à lui, retrace plus de 3 000 ans de la Préhistoire à nos jours. En 2013, il a accueilli un peu plus de 11 400 visiteurs.
On ne peut parler de tourisme[style à revoir] sans évoquer le Marais poitevin qui a retrouvé le 21 mai 2014 son label de parc naturel régional. Il reste l'une des destinations préférées des habitants de la région, qui apprécient la diversité des activités (marche à pied, cyclisme, promenade en « batai »…) et génèrent ainsi de nombreuses recettes.
Depuis l'été 2021, l'office de tourisme Niort-Marais Poitevin est installé sur le grand parc urbain d'1,6 ha de Port Boinot.
| Château de Mursay. |  | Château du Coudray-Salbart. |  | Le Marais poitevin. |
| Château de Mursay. |  | Château du Coudray-Salbart. |  | Le Marais poitevin. |